# Саннісайд (округ Фресно, Каліфорнія)
Саннісайд (англ. Sunnyside) — переписна місцевість (CDP) в США, в окрузі Фресно штату Каліфорнія. Населення — 4627 осіб (2020).

## Географія
Саннісайд розташований за координатами 36°43′46″ пн. ш. 119°41′40″ зх. д. / 36.72944° пн. ш. 119.69444° зх. д. (36.729435, -119.694571).  За даними Бюро перепису населення США в 2010 році переписна місцевість мала площу 5,00 км², уся площа — суходіл.

## Демографія
Згідно з переписом 2010 року, у переписній місцевості мешкало 4235 осіб у 1490 домогосподарствах у складі 1141 родини. Густота населення становила 846 осіб/км².  Було 1562 помешкання (312/км²).
Расовий склад населення:
| - 63,4 % — білих - 11,0 % — азіатів - 4,2 % — чорних або афроамериканців - 1,4 % — корінних американців - 0,1 % — вихідців з тихоокеанських островів - 15,1 % — осіб інших рас |

До двох чи більше рас належало 4,7 %. Частка іспаномовних становила 36,0 % від усіх жителів.
За віковим діапазоном населення розподілялося таким чином: 23,2 % — особи молодші 18 років, 56,8 % — особи у віці 18—64 років, 20,0 % — особи у віці 65 років та старші. Медіана віку мешканця становила 43,1 року. На 100 осіб жіночої статі у переписній місцевості припадало 98,5 чоловіків;  на 100 жінок у віці від 18 років та старших — 93,2 чоловіків також старших 18 років.
Середній дохід на одне домашнє господарство  становив 87 274 долари США (медіана — 63 872), а середній дохід на одну сім'ю — 95 320 доларів (медіана — 79 375). Медіана доходів становила 65 875 доларів для чоловіків та 46 518 доларів для жінок. За межею бідності перебувало 18,7 % осіб, у тому числі 21,4 % дітей у віці до 18 років та 7,6 % осіб у віці 65 років та старших.
Цивільне працевлаштоване населення становило 1609 осіб. Основні галузі зайнятості: освіта, охорона здоров'я та соціальна допомога — 24,1 %, науковці, спеціалісти, менеджери — 14,9 %, публічна адміністрація — 9,6 %, роздрібна торгівля — 8,0 %.